# Seraucourt-le-Grand
Seraucourt-le-Grand är en kommun i departementet Aisne i regionen Hauts-de-France i norra Frankrike. Kommunen ligger  i kantonen Saint-Simon som ligger i arrondissementet Saint-Quentin. År 2022 hade Seraucourt-le-Grand 714 invånare.

## Befolkningsutveckling
Antalet invånare i kommunen Seraucourt-le-Grand
Referens: INSEE